# 木津屋本店
株式会社木津屋本店（きづやほんてん）は、岩手県盛岡市に本社を置き文具事務用品、和洋紙、オフィス家具、OA機器の卸しおよび販売を行う総合オフィス商社である。

## 概要
寛永15年（1638年）新町に萬小間物「木津屋」として創業した老舗。 天保5年に火災のため再建した木津屋池野籐兵衛家住宅と土蔵は岩手県指定の有形文化財に指定されている。

## 沿革
- 1638年（寛永15年） - 池野千代松（始祖藤兵衛）新町に萬小間物「木津屋」を創業。（扱品目）筆墨紙・香・薬・金物・茶・雑貨等
- 1733年（享保18年） - 新穀町の現在地に移る。
- 1834年（天保5年） - 7月、石丁で出火、木津屋類焼。12月に再建が終わる。現存する建物はこのときのもの。
- 1930年（昭和5年） - 12月、組織を改め「株式会社木津屋本店」設立。
- 1974年 (昭和49年) - 10月、矢巾町流通センターに文具・事務用品倉庫、事務所新設。
- 1981年 (昭和56年) - 11月、矢巾町流通センターにオフィス家具組立作業所・洋紙倉庫・事務所新設。
- 1983年 (昭和58年) - 4月、木津屋池野藤兵衛家住宅と付土蔵が岩手県指定有形文化財に指定される。六月、北上営業所開設。
- 1984年 (昭和59年) - 4月、釜石駐在所開設。
- 1987年 (昭和62年) - 10月、ニューオフィス環境展を開催。
- 1988年 (昭和63年) - 7月、木津屋池野藤兵衛家住宅の火消し用具一式が盛岡市指定有形民俗文化財に指定される。創業350周年記念事業。
- 2006年 (平成18年) - セキュアオフィスフェア開催。
- 2007年 (平成19年) - FSC®森林認証取得。